# ووردفاست
يطلق الاسم وورد فاست Wordfast على أي عدد من منتجات ذاكرات الترجمة التي طورتها شركة وورد فاست ذات الإمكانية المحدودة (ذ.م.م.), طور إيف شامبليون منتج وورد فاست الأصلي، المعروف الآن باسم وورد فاست كلاسك عام 1999 كبديل لبرنامج ترادوس الذي يعد أحد برامج ذاكرات الترجمة المعروفة. وتعمل منتجات وورد فاست على متصفحات متنوعة إلا أنها تستخدم وبشكل كبير صيغ ذاكرات ترجمة ملائمة وغالبا ما يكون لديها سير أعمال متشابهة. وتنتشر شعبية البرنامج غالبا بين المترجمين المستقلين الذي يعملون لحساباتهم الخاصة بالرغم من أن بعض المنتجات تتناسب مع بيئات الشركات.
أسست شركة وورد فاست في ولاية ديلاوير بالولايات المتحدة الأمريكية إلا أن معظم التطويرات تجرى في باريس بفرنسا. وبعيدا عن هذين الموقعين هنالك مركز للدعم في جمهورية التشيك. وتمتلك الشركة حوالي خمسين موظفاً.

## التاريخ
بدأ إيف شامبليون بإجراء التطويرات على برنامج وورد فاست النسخة 1 (الذي سمي فيما بعد بوورد فاست فقط) عام 1999 في باريس بفرنسا. كان البرنامج يتكون من مجموعة من وحدات الماكرو التي تعمل بداخل برنامج مايكروسوفت وورد، النسخة 97 أو أعلى، كما عملت برامج ذاكرات ترجمة أخرى بداخل برنامج مايكروسوفت وورد بذلك الوقت أيضا كبرنامج ترادوس.
كانت أداة ذاكرة الترجمة هذه المبنية على أساس الكلمات (التي تعرف الآن باسم وورد فاست كلاسك) مجانية، وقد نما برنامج وورد فاست نتيجة لحديث الناس عنه ليصبح ثاني أكثر برامج ذاكرات الترجمة استخداما بين المترجمين.
أسست شركة وورد فاست ذ.م.م. عام 2006. أما قبل ذلك، فقد قام إيف شامبليون بتطوير برنامج وورد فاست معمتدا على قدراته الشخصية.
أصدرت شركة وورد فاست مجموعة وورد فاست ستوديو للترجمة Wordfast Translation Studio في شهر يناير - كانون الثاني 2009 والتي تضمنت برنامج وورد فاست كلاسك Wordfast Classic ووورد فاست الاحترافي Wordfast Professional بالإضافة لأداة ذاكرة ترجمة مستقلة مبنية على نظام جافا Java. ويمكن شراء الأداتين منفصلتين أو كباقة.
أطلقت شركة وورد فاست في شهر ماي 2010 أداة ترجمة مجانية على شبكة الإنترنت تعرف بوورد فاست من أي مكان Wordfast Anywhere. تسمح هذه الأداة للمترجمين بالعمل على المشاريع من أي جهاز يتيح الوصول لشبكة الإنترنت بما في ذلك الأجهزة الذكية وأجهزة المساعد الرقمي الشخصي والأجهزة اللوحية.وقد سجل 5000 مستخدم في برنامج وورد فاست من أي مكان Wordfast Anywhere بحلول شهر يوليو-تمّوز من عام 2010 وبلغ عددهم 10.000 مسجل بحلول شهر نوفمبر - تشرين الثّاني من عام 2010.

## المنتجات
برنامج وورد فاست كلاسك Wordfast Classic
يتألف برنامج وورد فاست كلاسك Wordfast Classic من مجموعة من وحدات الماكرو التي تعمل في برنامج مايكروسوفت وورد Microsoft Word 97 97 أو النسخ الأحدث منه على أي جهاز. وتدعم إصدارات أحدث من برنامج وورد فاست ميزات لا تتوفر إلا على إصدارات أحدث من برنامج مايكروسوفت وورد Microsoft Word إلا أنّه لا يزال بإمكان البرنامج العمل على نسخة برنامج وورد 97. ويتحول المستند الذي تمت ترجمته باستخدام برنامج وورد فاست كلاسك Wordfast Classic مؤقتا لمستند ثنائي اللغة (أي يحتوي على كلا من اللغة المصدر واللغة الهدف المستخدمة في الترجمة في أجزاء محددة) ثم يتغير ليصبح أحادي اللغة في شكله النهائي. يماثل سير العمل هذا سير عمل برنامج ترادوس Trados5 5 القديم ووورد فيشر WordFisher ولوقوبورت Logoport.
وقد كان الإصدار الأول من برنامج وورد فاست كلاسك Wordfast Classic يدعى وورد فاست الإصدار 1 الذي قام إيف شامبليون بتطويره، وقد وزع هذا الإصدار على الجمهور عام 1999.[7]
كانت وكالة الترجمة لنقويكس Linguex تستخدم الإصدار 2، وقد حصلت على حق استخدام حصري لمدة 9 أشهر لموظفيها الذين يعملون بداخل الوكالة ولموظفيها المستقلين الذين يعملون لحساباتهم الخاصة في أواخر عام 1999. وتوسع برنامج وورد فاست في هذا الوقت ليضم ميزات مثل التحكم بجودة القواعد والمصطلحات ودعم الشبكة.[2] وصدرت النسخة 3 من برنامج وورد فاست للعامة كأداة مجانية تعمل بنظام التسجيل الإلزامي بعد إغلاق وكالة لنقويكس Linguex.
ووقع مطورو برنامج وورد فاست في منتصف عام 2001 اتفاق مشروع مشترك مع مجموعة الترجمة لوقوز Logos للتسويق للبرنامج في شركة بريطانية أنشئت حديثا تدعى شركة شامبليون وورد فاست المحدودة Champollion Wordfast Ltd. وتوقف المشروع المشترك في شهر أغسطس - آب من ذلك العام بعدما فشلت مجموعة لوقوز Logos بمشاركة شفرة المصدر الخاصة ببرنامجها مع مطور برنامج وورد فاست على الرغم من تمكن مجموعة لوقوز Logos من الوصول لشفرة المصدر الخاصة ببرنامج وورد فاست وذلك من خلال اعتراضهم للبريد الإلكتروني الخاص بالمطور. ولا تزال مجموعة لوقوز Logos تسوق لنسخة قديمة من برنامج وورد فاست من ذلك الوقت وتدعي بأن لها الحق في الاسم «وورد فاست Wordfast» وفي التسويق لإصدارات البرنامج الأحدث.
وكان الإصدار 3 مجانيا ولكن يلزم لاستخدامه التسجيل باستخدام رقم تسلسلي ينشئه جهاز الكمبيوتر الخاص بالمستخدم. وفي أكتوبر - تشرين الأول 2002 أصبح برنامج وورد فاست منتجا تجاريا بترخيص 3 سنوات بسعر 170 يورو لمستخدميه في الدول الغنية وبسعر 50 يورو لمستخدميه في الدول الأخرى.
برنامج وورد فاست من أيّ مكان Wordfast Anywhere
يعتبر برنامج وورد فاست من أي مكان Wordfast Anywhere نسخة إلكترونية مجانية من برنامج وورد فاست Wordfast مع سير عمل وواجهة مستخدم شبيهة بتلك المستخدمة ببرنامج وورد فاست كلاسك Wordfast Classic. وصدر البرنامج في شهر ماي 2010 على الرغم من أن إصدارات متطورة كانت متاحة للجمهور من شهر ماي 2009. ولكن قبل إصدار البرنامج لم يكن أمرا أكيدا ما إذا كان البرنامج سيستمر كبرنامج مجاني بعد إصداره أم لا.
وبالرغم من أن البرنامج مجاني إلا أن هنالك بعض القيود
•	لا يمكن العمل على أكثر من 10 ملفات في وقت واحد.
•	ولا يمكن ترجمة أكثر من مليون وحدة ترجمة لكل حساب.
•	ولا على أكثر من 100,000 وحدة ترجمة لكل ذاكرة ترجمة.
•	ولا على أكثر من 100,000 مصطلح مدخل لكل حساب.
•	ويبلغ الحد الأعلى لرفع الملفات 2 ميجا بايت إلا أنه يمكن رفع ملفات بصيغة مضغوطة.
وتكمن سياسة الخصوصية في برنامج وورد فاست من أي مكان Wordfast Anywhere في أن جميع الملفات المرفوعة تبقى سرية ولا يمكن مشاركتها. ويمكن للمستخدمين استخدام خيار الترجمة الآلية والوصول لذاكرة ترجمة كبيرة وعامة متاحة للقراءة فقط.
وبالإضافة لإمكانية استخدام البرنامج على الأجهزة اللوحية كهاتف ويندوز النقال Windows Mobile وأندرويد Android وبالم أو إس Palm OS, يتوفر برنامج وورد فاست من أي مكان Wordfast Anywhere كتطبيق في أجهزة الآيفون أيضا. وأصبح برنامج وورد فاست من أي مكان Wordfast Anywhere يحتوي على قارئ حروف ضوئي مدمج للملفات ذات صيغة بي دي إف PDF.
وورد فاست برو Wordfast Pro
يعتبر برنامج وورد فاست برو Wordfast Pro أداة ترجمة مستقلة تعمل على العديد من الأنظمة (كنظام ويندوز Windows ونظام ماك Mac ونظام لينكس Linux) باستخدام فلاتر للتعامل مع العديد من صيغ الملفات، كما أنه يوفر مستوى عمل حر وأساسي من تحليل الكمية (حتى 20 ملف).

## أدوات إضافية
هي مجموعة من الأدوات المجانية التي صممت لمساعدة المترجمين الذين يستخدمون برنامج وورد فاست كلاسك WFC على أداء وظائف متقدمة معينة كاستخراج النص والمحاذاة.

## مشروع VLTM (ذاكرة ترجمة كبيرة جدا)
يستطيع المستخدمون الاستفادة من ذاكرة ترجمة كبيرة جدا وعامة أو إنشاء مجموعة عمل خاصة حيث يمكنهم مشاركة ذاكرات الترجمة مع المترجمين الذين يتعاونون معهم.

## خادم وورد فاست Wordfast Server
يعتبر خادم وورد فاست WFS تطبيق خادم ذاكرة ترجمة آمن، ويعمل بمشاركة إما وورد فاست كلاسك Wordfast Classic أو وورد فاست برو Wordfast Pro أو وورد فاست من أي مكان Wordfast Anywhere لتمكين المشاركة المباشرة لذاكرات الترجمة بين المترجمين في أي مكان بالعالم.
ويدعم خادم وورد فاست WFS ذاكرات ترجمة بصيغة TMX أو (txt) بمساعدة ذاكرات ترجمة تصل حتى 1,000 ذاكرة، تحتوي كل منها على مليار وحدة ترجمة وتخدم حتى 50,000 مستخدم في آن واحد.

## صيغ الملفات المصدر المدعومة
يستطيع برنامج وورد فاست كلاسك Wordfast Classic التعامل مع الصيغ التالية: أي صيغة يستطيع برنامج مايكروسوفت وورد قراءتها بما في ذلك صيغ ملفات النصوص العادية وصيغ ملفات برنامج مايكروسوفت وورد (DOC/DOCX) ومايكروسوفت إكسل (XLS/XLSX) وباوربوينت (PPT/PPTX) وصيغة ريتش تكست Rich) Text Format)و (RTF) وتاقدريتش تكست فورمات (tagged RTF)و إتش تي إم أل (HTML). ولا يقدّم برنامج وورد فاست كلاسك Wordfast Classic دعما مباشرا لصيغ الملفات المدعومة لأن الإصدارات الحالية لبرنامج مايكروسوفت وورد ليس بها فلاتر لاستيراد الملفات المفتوحة.
ويستطيع برنامج وورد فاست برو Wordfast Pro التعامل مع ملفات برنامج مايكروسوفت وورد التي بصيغة (DOC/DOCX) ومايكروسوفت إكسل (XLS/XLSX) وباوربوينت (PPT/PPTX) وريتش تكست فورمات (RTF) وتكست (TXT) ولغة ترميز النص الفائق واكس إم ال (XML) وأي اس بي (ASP) وجاي اس بي (JSP)و جافا (جاوة (جزيرة)) وإن ديزاين (InDesign) و (INX/IDML) وفرايم مايكرFrameMaker وام آي إف (MIF) وملفات بي دي إف نسق المستندات المنقولة القابلة للتعديل. ولا يقدم البرنامج دعما لصيغ الملفات الفتوحة.
ويستطيع برنامج وورد فاست من أي مكان Wordfast Anywhere التعامل مع ملفات برنامج وورد Word التي بصيغة (DOC/DOCX) ومايكروسوفت إكسل (XLS/XLSX) وباوربوينت (PPT/PPTX) وريتش تكست فورمات (RTF) وتكست (TXT) و HTML وإن ديزاين (InDesign(INX وفرايم مايكر (FrameMaker (MIF و (TIFF(TIF/TIFF وكلا من ملفات نسق المستندات المنقولة القابلة للتعديل والتي تقبل القراءة الضوئية للحروف، ولا يقدم البرنامج دعما لصيغ الملفات الفتوحة.

## صيغ المصطلحات وذاكرات الترجمة المدعومة
تصميم ذاكرة ترجمة وورد فاست هو تصميم ملف نصي بسيط يعمل بنظام علامات الجدولة ويمكن فتحه والتعديل عليه باستخدام محرر نصوص. وتستطيع منتجات برنامج وورد فاست Wordfast استيراد وتصدير الملفات التي بصيغة TMX لتبادل الذاكرات مع أدوات ترجمة باستخدام حاسب آلي أساسية وتجارية أخرى. ويعتبر تصميم قاموس مصطلحات برنامج وورد فاست تصميم ملف نصي بسيط يعمل بنظام علامات الجدولة. كما يستطيع برنامج وورد فاست برو Wordfast Pro استيراد ملفات بصيغة TBX لتبادل المصطلحات مع أدوات ترجمة باستخدام حاسب آلي أساسية وتجارية أخرى.
وتدعم منتجات برنامج وورد فاست ذاكرات الترجمة وقواميس المصطلحات المتعددة. وبإمكان ذاكرات الترجمة تخزين حتى مليون وحدة ترجمة في حين أن بإمكان قواميس المصطلحات تخزين حتى 250,000 مصطلح في كل قاموس.
ويإمكان برنامج وورد فاست استخدام ذاكرات ترجمة تعمل على الخادم واستعادة البيانات من أدوات الترجمة الآلية (التي تشمل مترجم قوقل Google Translate ومترجم مايكروسوف Microsoft Translator).

## التوثيق والدعم
يمكن تحميل أدلة المستخدم الشاملة من موقع وورد فاست Wordfast Web site. كما يقدم كلا من برنامج وورد فاست برو Wordfast Pro وبرنامج وورد فاست من أي مكان Wordfast Anywhere صفحات مساعدة على الإنترنت. ويستطيع المستخدون الوصول لوورد فاست ويكي Wordfast wiki للحصول على المساعدة في البدء باستخدام البرنامج وللحصول على النصائح والحيل وللوصول للأسئلة التي غالبا ما يسألها الناس وغير ذلك. كما تتوفر دروس فيديو على قناة اليوتيوب الخاصة ببرنامج وورد فاست.
ويقدم برنامج وورد فاست لمستخدميه عام كامل من الدعم الاحترافي عند شراء الترخيص. ويمكن شراء دعم إضافي برسم بعد انتهاء مدة العام. كما يمكن للمستخدمين الوصول لمنتديات دعم المستخدم المجانية والمتوفرة بعشرات اللغات.

## التسعير والترخيص
يمكن شراء كلا من برنامج وورد فاست كلاسك WFC وبرنامج وورد فاست الاحترافي WFP بشكل منفرد ب350 يورو لكل ترخيص أو ب500 يورو لكلا الترخيصين كباقة واحدة. وتتوفر خصومات خاصة لمستخدمي دول معينة كما تقدم خصومات ضخمة عند شراء ثلاثة تراخيص فأكثر. وتتضمن كل تراخيص برنامج وورد فاست Wordfast دعم مجاني على البريد الإلكتروني لمدة عام وتحديثات مجانية لإصدارات جديدة من البرنامج لثلاث سنوات والحق في إعادة تجديد الترخيص لاستخدام البرنامج لثلاث سنوات أخرى ابتداء من تاريخ الشراء.
ويمكن للمستخدمين إعادة تجديد تراخيصهم لثلاث سنوات أخرى بخصم 50% على السعر الأساسي للترخيص في وقت التجديد بعد انتهاء فترة ترخيص الثلاث سنوات الأولى.